# キヤノン IXY DIGITAL 800 IS

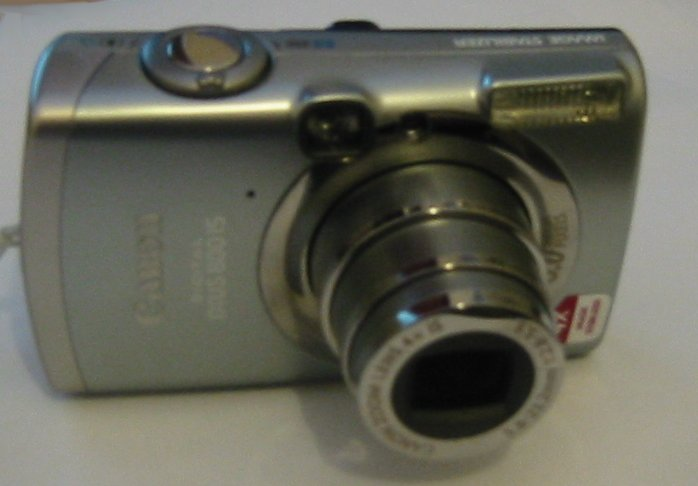
IXY DIGITAL 800 IS

IXY DIGITAL 800 ISは、キヤノンから発売されたIXY DIGITALシリーズのカメラ製品で、日本では2006年4月14日に発売された。
日本国外ではDigital IXUS 800ISおよびPowerShot SD700 IS Digital ELPHとして発売されている。
2005年9月に発売されたIXY DIGITAL 700から7か月ぶりに発売された新製品で、シフト式の光学手ぶれ補正機構(IS)が追加された。

## 主な仕様
- 有効画素数：約600万画素
- 大きさ：90.4（幅）x56.5（高さ）x26.4（奥行）mm

## その他
- 2.5型のワイド液晶（ソニー製）を搭載している。
- ダイアルが設置されており、簡単な操作で撮影モードを変えることができる。
- 動画をその場で編集する事ができる。
- 自分の好みの色やその状況に合う色で撮影ができる。